# 유트인
유트인(Jutes)은 5세기에 앵글인, 색슨인과 함께 영국으로 이주한 서게르만 민족이다. 공식적으로 유트인도 8세기 이전의 앵글로색슨인에 포함시키고 있다. 스칸디나비아에서 출현한 데인인, 랑고바르드족에 관련성이 있는 민족이다.

## 개요
유트인의 고향은 유틀란트반도라고 한다. 그들은 주로 색슨족이 왕국을 세운 잉글랜드 남부 지역으로 이주하여 색슨족과 동화되었다. 영국으로 이주하지 않은 유트인은 후에 데인족에 흡수되었는데, 10세기 무렵 유트데인인에서 이어지는 노르만인이 영국에 노르만 왕조를 세운다. 이들의 고향이 스칸디나비아이므로 바이킹과도 관련이 있다는 얘기도 있지만, 고증되지 않았다. 
영국으로 건너간 유트인은 대체로 색슨족이 위치한 영국 동남부 지역에 정착하였고, 영국의 사회구조 속에는 다양한 교섭을 통해 많은 지역으로 확산됐다고 한다. 아일오브와이트, 켄트, 햄프셔에 유트인과 관련된 몇몇 증거들이 발견됐다고 한다. 켄트 방언은 영어의 방언보다 프리지아어와 밀접한 유사성을 보이고 있는데, 두 언어는 차이가 있었으나 노르만족의 노르만 왕조가 들어서면서 두 언어의 융화가 이루어졌다고 한다.

## 같이 보기
- 데인족
- 랑고바르드족
- 앵글족
- 색슨족
- 앵글로색슨
- 이베리아족
- 픽트족
- 스코트족
- 켈트족
- 노르만족
- 바이킹